# Sublime symbols
Sublime symbols is een in 1979 gestarte serie sculpturen van Peter van de Locht. Een daarvan staat in Amsterdam-West.
Het artistiek kunstwerk staat op de zuidoostelijke vleugel van brug 347. Deze is gelegen in de Haarlemmerweg, daar waar zij aansluit op De Wittenkade, oever van de Kostverlorenvaart. Het beeld bestaat uit een lange donkere naald van brons, die aan de bovenzijde afsluit met in elkaar gevlochten bladachtige vormen. Het beeld dateert uit 1980, maar stond toen verderop aan De Wittenkade; in 1997 werd het verplaatst naar de brug.